# Sharon Firth
Sharon Anne Firth, CM (* 31. Dezember 1953 in Aklavik, Nordwest-Territorien) ist eine ehemalige kanadische Skilangläuferin.
Firth gehört dem Indianerstamm Gwich'in an, welcher zu den First Nations gehört. Zusammen mit ihrer Zwillingsschwester Shirley Firth war sie eine der ersten Eingeborenen, welche Kanada bei den Olympischen Spielen vertrat.

## Karriere
Als Firth fünf Jahre alt war, zog die Familie von Aklavik nach Inuvik, wo sie in ein Trainingsprogramm zum Erlernen des Skilanglaufes aufgenommen wurde. Bereits im Alter von 13 nahm sie in Anchorage an ihrem ersten Wettkampf teil und belegte dabei den dritten Platz. Im Laufe ihrer Karriere nahm sie an vier aufeinanderfolgenden Olympischen Winterspielen und drei Nordischen Skiweltmeisterschaften teil. Insgesamt konnte sie bei kanadischen und Universitäts- sowie Nordischen Meisterschaften 37 Medaillen erringen – 19 goldene, 14 silberne und 4 bronzene.

## Auszeichnungen
1972 erhielt Firth den John Semmelink Memorial Award vom kanadischen Skiverband. Neun Jahre später verlieh ihr die Regierung der Nordwest-Territorien den Commissioner's Award. 1987 wurde ihr der Order of Canada verliehen und 1990 wurde sie in die Hall of Fame des Canada Ski Museums aufgenommen. Seit 2002 ist sie Trägerin der Queen's Golden Jubilee Medal.
Der Firth Award, welcher nach Sharon und Shirley Firth benannt ist, wird jährlich an Frauen vergeben, welche einen außergewöhnlichen Beitrag für den kanadischen Skilanglauf geleistet haben.